# Rome vue du Vatican
Rome vue du Vatican – ou en anglais Rome, from the Vatican – est un tableau du peintre britannique Joseph Mallord William Turner non daté mais exposé en 1820. Cette huile sur toile représente la Ville Éternelle depuis un balcon du Vatican donnant sur la place Saint-Pierre. Au premier plan figure un Raphaël pensif contemplant sa loggia, avec autour de lui sa muse La Fornarina ainsi que quelques-unes de ses œuvres, parmi lesquelles on reconnaît La Vierge à la chaise mais aussi un portrait de femme depuis lors réattribué à Sebastiano del Piombo. Sous-titré Raphaël accompagné de la Fornarina prépare ses peintures pour la décoration de la loggia, ce tableau est conservé à la Tate Britain, à Londres.